# پین کرافت (ساراسوتا)

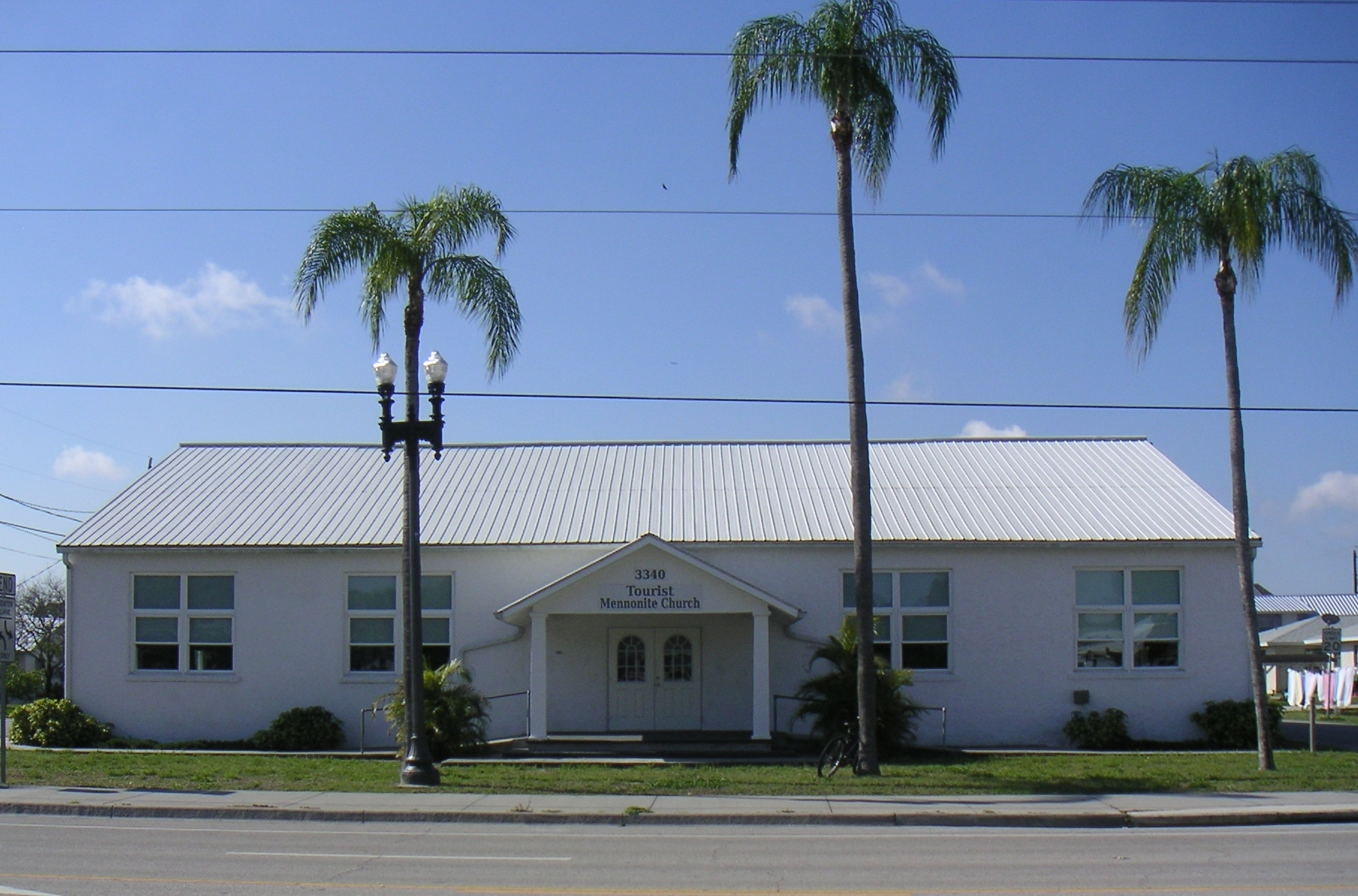
پین کرافت (ساراسوتا)

پین کرافت (به انگلیسی: Pinecraft) یک منطقهٔ مسکونی در ایالات متحده آمریکا است که در فلوریدا واقع شده‌است. پین کرافت ۳٫۹۶ متر بالاتر از سطح دریا قرار دارد.